# Сњежна краљица (филм из 1957)
Сњежна краљица (рус. Снежная королева) је совјетски анимирани филм из 1957. године у режији Лава Атаманова. Филм је заснован на истоименој бајци Ханса Кристијана Андерсена. Сматра се једним од науспјешнијих и најутицајнијих анимираних остварења совјетске кинематографије.
Направљен је техником тзв. ротоскопије, гдје су као модел за анимацију служили живи глумци, укључујући Марију Бабанову која посуђује глас Сњежној краљици. Филм је приказан на венецијанској Мостри 1957. и Канском фестивалу 1958. године, гдје је освојио главне награде за анимирани филм.
Знаменити јапански синеаста Хајао Мијазаки је тврдио да га је управо Сњежна краљица подстакла да посвијети свој живот стварању цртаних филмова.

## Радња
Зла Сњежна краљица залеђује срце дјечака Каја и одводи га у свој ледени дворац. Његова сестра Герда одлази на пут како би пронашла брата, и разбила чини које је Сњежна краљица бацила на њега.

## Улоге
| Глумац           | Улога          |
| ---------------- | -------------- |
| Владимир Грибков | Оле Лукоје     |
| Марија Бабанова  | Сњежна краљица |
| Ана Камалова     | Кај            |
| Јањина Зејмо     | Герда          |